# Batak Angkola jezik
Batak Angkola jezik (anakola, angkola; ISO 639-3: akb) jedan od tri južnobatačka jezika, šira sumatranska skupina, kojim govori 750 000 ljudi (1991 UBS) iz plemena Angkola s otoka Sumatra, Indonezija.
Srodan je jeziku mandailing batak [btm]. Pisma: batačko (surat batak) i latinica.

## Vanjske poveznice
- Ethnologue (14th)
- Ethnologue (15th)